# Rodrigo Pastore
Rodrigo Augusto Pastore (* 16. September 1972 in Buenos Aires) ist ein argentinischer Basketballtrainer und ehemaliger -spieler, der auch über die italienische Staatsbürgerschaft verfügt. Er ist seit 2015 Cheftrainer der Niners Chemnitz, die seit 2020 in der Basketball-Bundesliga spielen.

## Laufbahn
Rodrigo Pastore wuchs in Buenos Aires auf, wo er mit dem Basketballsport begann, ehe er zwischen 1992 und 1996 an der Lipscomb University im US-Bundesstaat Tennessee spielte und zudem ein Studium der Betriebswirtschaftslehre absolvierte. 1996 wurde er Berufsbasketballspieler und spielte kurzzeitig für den deutschen Zweitligisten TG Landshut und wechselte nach dessen Abmeldung vom Spielbetrieb im Laufe der Saison 1996/97 zur BG Steiner Bayreuth in die Basketball-Bundesliga. Dort spielte er bis zum Ende der Saison 1997/98 und wurde der Liebling der Bayreuther Zuschauer. 1998/99 stand Pastore beim italienischen Zweitligisten Sicc Cucine Jesi unter Vertrag, in der Saison 1999/2000 dann beim Bundesligisten Telekom Baskets Bonn. In den folgenden Jahren spielte er für den italienischen Zweitligaverein Popolare Ragusa (2000/01 sowie 2002/03), den Serie-A-Klub Coop Nord Est Trieste (2001/02) und beim Zweitligisten Garofoli Osimo (2004/05). In der Saison 2005/06 trug Pastore das Trikot des Schweizer Erstligisten Lugano Tigers, mit dem er die Meisterschaft gewann.
Bei SAV Vacallo Basket (ebenfalls in der Schweiz) schaffte Pastore den Sprung ins Trainergeschäft. In der Saison 2006/07 war er Spielertrainer des Zweitligavereins und führte die Mannschaft zum Erstligaaufstieg. 2008 gewann Vacallo unter Pastores Leitung den Schweizer Pokalwettbewerb, 2009 dann Meisterschaft und Pokal. Im Februar 2013 endete seine Amtszeit in Vacallo, als die Mannschaft aus finanziellen Gründen vom Spielbetrieb zurückgezogen wurde.
Zur Saison 2015/16 wurde Pastore vom BV Chemnitz 99 (später Niners Chemnitz) aus der 2. Bundesliga ProA als Cheftrainer unter Vertrag genommen. In der Saison 2016/17 führte er die Sachsen ins ProA-Halbfinale. In der Serie gegen Gotha brachte sich Chemnitz mit zwei Siegen in Front, verpasste aber den nötigen dritten Erfolg, um ins Finale einzuziehen und den Aufstieg in die Basketball-Bundesliga zu vollziehen, während Gotha mit drei Siegen die Wende gelang. Sowohl vom Internetdienst eurobasket.com als auch in der Abstimmung der 2. Basketball-Bundesliga wurde er zum Trainer des Jahres der ProA-Saison 2016/17 gekürt. Im Spieljahr 2018/19 führte er die Sachsen in der ProA-Punktrunde auf den ersten Rang und danach ins Halbfinale, wo man Hamburg im fünften und letzten Spiel der Serie in eigener Halle mit 72:78 unterlag und somit ähnlich wie zwei Jahre zuvor knapp den Bundesliga-Aufstieg verfehlte. Im Spieljahr 2019/20 gelangen den Chemnitzern unter seiner Leitung 22 Siege in Folge, das bedeutete eine neue Ligabestmarke. Mit 25 Siegen und zwei Niederlagen stand seine Mannschaft unangefochten an der Tabellenspitze der zweiten Liga, als die Saison Mitte März 2020 aufgrund der Ausbreitung der Krankheit COVID-19 abgebrochen wurde und Chemnitz das Aufstiegsrecht in die Basketball-Bundesliga zugesprochen wurde. Pastore erhielt die Auszeichnung „Bester Trainer der ProA-Saison 19/20“ verliehen (ermittelt durch eine Umfrage der Liga). In der Saison 2021/22 führte Pastore die Chemnitzer ins Bundesliga-Viertelfinale und ins Halbfinale des BBL-Pokals. Im Europapokalwettbewerb FIBA Europe Cup verpasste er mit der Mannschaft im Januar 2023 knapp den Einzug ins Viertelfinale, in der Bundesliga schied man im Mai 2023 wie in der Vorsaison in der Runde der besten acht Mannschaften aus, diesmal gegen Bonn aus.
Im Spieljahr 2023/24 setzte sich Pastore mit den Chemnitzern an der Spitze der Bundesliga fest und wurde im Dezember 2023 Tabellenführer. Im Januar 2024 wurde er in vom Basketballmagazin BIG durchgeführten Umfrage unter allen sportlichen Leitern der Bundesligisten zum besten Trainer der Hinrunde gewählt. Pastore führte Chemnitz im April 2024 zum Gewinn des Europapokalwettbewerbs FIBA Europe Cup. In der Bundesliga wurde er als bester Trainer des Spieljahres 2023/24 ausgezeichnet. Er erreichte mit seiner Mannschaft 2024 das Halbfinale um die deutsche Meisterschaft, dort schied man mit 2:3 gegen Alba Berlin aus.